# Ralf Minge
Ralf Minge (Elsterwerda, 8 oktober 1960) is een voormalig voetballer uit de DDR, die speelde als aanvaller. Hij kwam zijn gehele carrière uit voor Dynamo Dresden, en ging na zijn actieve loopbaan het trainersvak in.

## Interlandcarrière
Minge kwam in totaal 36 keer (acht doelpunten) uit voor het voetbalelftal van de Duitse Democratische Republiek in de periode 1983–1989. Hij maakte zijn debuut op 13 april 1983 in de vriendschappelijke thuiswedstrijd tegen Bulgarije (3-0). Hij viel in dat duel in de rust in voor Hans Richter.
| Interlanddoelpunten | Interlanddoelpunten | Interlanddoelpunten | Interlanddoelpunten                                | Interlanddoelpunten | Interlanddoelpunten | Interlanddoelpunten | Interlanddoelpunten |
| #                   | Datum               | Locatie             | Wedstrijd                                          | Goal(s)             | Score               | Uitslag             | Wedstrijd           |
| ------------------- | ------------------- | ------------------- | -------------------------------------------------- | ------------------- | ------------------- | ------------------- | ------------------- |
| 1                   | 28/03/1984          | Erfurt              | Duitse Democratische Republiek – Tsjecho-Slowakije | 29'                 | 1 – 0               | 2 – 1               | Oefenduel           |
| 2                   | 29/08/1984          | Gera                | Duitse Democratische Republiek – Roemenië          | 18'                 | 1 – 1               | 2 – 1               | Oefenduel           |
| 3                   | 17/11/1984          | Esch                | Luxemburg – Duitse Democratische Republiek         | 76'                 | 0 – 2               | 0 – 5               | WK-kwalificatie     |
| 4                   | 17/11/1984          | Esch                | Luxemburg – Duitse Democratische Republiek         | 78'                 | 0 – 4               | 0 – 5               | WK-kwalificatie     |
| 5                   | 18/05/1985          | Potsdam             | Duitse Democratische Republiek – Luxemburg         | 19'                 | 1 – 0               | 3 – 1               | WK-kwalificatie     |
| 6                   | 18/05/1985          | Potsdam             | Duitse Democratische Republiek – Luxemburg         | 38'                 | 2 – 0               | 3 – 1               | WK-kwalificatie     |
| 7                   | 25/03/1987          | Istanboel           | Turkije – Duitse Democratische Republiek           | 29'                 | 0 – 1               | 3 – 1               | Oefenduel           |
| 8                   | 03/06/1987          | Reykjavík           | IJsland – Duitse Democratische Republiek           | 15'                 | 0 – 1               | 0 – 6               | EK-kwalificatie     |

## Erelijst

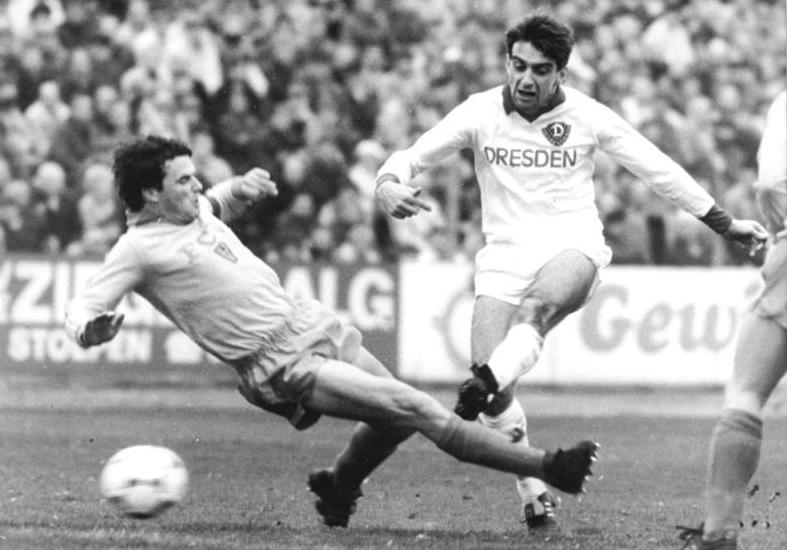
Ralf Minge (r) in 1987 namens Dresden

Dynamo Dresden
- Landskampioen DDR

1989, 1990
- Bekerwinnaar DDR

1982, 1984, 1985, 1990